# Micromus linearis
Micromus linearis är en insektsart som beskrevs av Hagen 1858. Micromus linearis ingår i släktet Micromus och familjen florsländor. Inga underarter finns listade i Catalogue of Life.